# Arthur Attwood
Arthur Albert Attwood (1 tháng 12 năm 1901 – 6 tháng 12 năm 1974) là một cầu thủ bóng đá người Anh thi đấu ở vị trí tiền đạo ở Football League cho Walsall, Everton, Bristol Rovers và Brighton & Hove Albion.